# Wuilly Arteaga
Wuilly Arteaga (Valencia, Venezuela) es un músico, violinista y activista venezolano formado en el Sistema Nacional de Orquestas apresado durante las protestas en Venezuela de 2017.

## Formación
Wuilly proviene de una familia humilde de Valencia y aprendió a tocar el violín viendo vídeos en Youtube. Se formó en el Núcleo Valencia del Sistema Nacional de Orquestas Infantiles y Juveniles de Venezuela, donde conoció a Gustavo Dudamel. Formó parte de la Orquesta Infantil Mozart, como asistente concertino, tocó como invitado con la Orquesta Sinfónica Juvenil de Carabobo. Posteriormente ingresó a la Orquesta Sinfónica Juvenil de Caracas como violinista y fue seleccionado para tocar en una orquesta binacional italo-venezolana en Roma, Italia, en noviembre de 2014. Dos años después Wuilly se retiró del Sistema Nacional, pero siguió estudiando por su cuenta. En 2015 se mudó a Caracas, tocando el violín en las calles o afuera de tiendas para mantenerse. Wuilly continuó tocando durante las protestas antigubernamentales de 2017. El 24 de mayo, un funcionario de la Guardia Nacional Bolivariana le arrancó y rompió su violín. Sus imágenes llorando por el violín se volvieron virales, y varias personas ofrecieron regalarle un violín para reemplaza el roto, incluyendo los cantantes Oscarcito, Chyno Miranda y Marc Anthony, el flautista Huáscar Barradas y el exbeisbolista Melvin Mora.

## Arresto
Wuilly fue apresado en julio durante 19 días bajo cargos de instigación pública y posesión de sustancia incendiaria. Durante su detención fue trasladado cuatro veces y sometidos a torturas. Cuando lo arrestaron le quemaron el cabello con un mechero por tenerlo muy largo, cuando fue trasladado a Fuerte Tiuna fue golpeado con palos y cascos, y antes de llegar a la última cárcel lo golpearon detrás de la cabeza con un tubo de metal, causándole una hemorragia interna y dejándolo sordo de su oído derecho. Durante su detención denunció que presenció cómo violaban a una joven detenida encima de él dentro de una tanqueta. Al no tener violín en la cárcel, Wuilly decidió cantar, llegando al punto en que el que otros presos le pedían canciones, sobre todo vallenatos. El lugar donde más tiempo pasó fue en el bohío, donde terminó su reclusión, una celda octogonal en la Comandancia General de la Guardia Nacional Bolivariana en el sector El Paraíso, en Caracas, donde eran alrededor de 14 las personas presas. Mientras estuvo preso no tenía dónde escribir, estaba prohibido recibir o enviar cartas, no había visitas, estaban aislados y sin ventilación. Aun así compuso la canción Cárcel de libertad junto su mejor amigo Aarón, también detenido.

## Exilio
Wuilly fue liberado el 16 de agosto. Aunque se atribuye su liberación a la gestión del Foro Penal Venezolano que consiguió medidas cautelares y a la presión tanto mediática como de protestas, Arteaga piensa que Dudamel jugó un papel importante en su liberación, diciendo que habló con Tarek William Saab e intercedió por él. Diosdado Cabello presentó un video en su programa televisivo Con el mazo dando en el que Wuilly respaldaba al gobierno de Nicolás Maduro. Wuilly denunció que fue obligado a grabar todos los días de manera clandestina sin poder quitarse la ropa y que las declaraciones fueron manipuladas.
Después de salir de la cárcel Wuilly siguió tocando en algunas manifestaciones, fue a hospitales donde había heridos de las protestas y volvió a El Paraíso para visitar a los amigos que habían quedado presos, a los guardias y a los militares. Después de ser invitado a participar en el Oslo Freedom Forum en Nueva York, organizado por Human Rights Foundation, y de la intensificación de amenazas, Wuilly decidió salir del país, viajando por tierra a Colombia el 13 de septiembre y llegando a Estados Unidos para participar en el Lincoln Center de Nueva York en la conferencia sobre derechos humanos. El 15 de marzo de 2018 publicó un video de opinión op-ed en The New York Times, donde relata sus vivencias durante las protestas y hace un llamado para condenar al gobierno de Nicolás Maduro. Wuilly Arteaga fue incluido en una exposición «Somos Más, La Venezuela Posible» del artista plástico y caricaturista Eduardo Sanabria (EDO) sobre las protestas de 2017 en el Museo Vial del Paseo Enrique Eraso en el municipio Baruta, en Caracas.